# SŽD-Baureihe ТГ106
Die Lokomotiven der SŽD-Baureihe ТГ106 (deutsche Transkription TG 106) der Sowjetischen Eisenbahnen (SŽD) waren breitspurige Diesellokomotiven mit dieselhydraulischer Kraftübertragung vorrangig für den gemischten Dienst.

## Geschichte
Nach dem Bau der SŽD-Baureihe ТГ105 im Jahr 1961 entwickelte die Lokomotivfabrik Luhansk eine Lokomotive mit hydrodynamischer Kraftübertragung und einer Leistung von 4.000 PS. Sie wurde im Oktober 1961 an die SŽD zur Erprobung ausgeliefert. Nachdem im Mai 1962 zwei von Henschel in Auftrag gegebene Lokomotiven mit 4.000 PS Motorleistung (TG 400-01) mit hydrodynamischer Kraftübertragung an die SŽD ausgeliefert wurde, fertigte die Lokomotivfabrik Luhansk zwei weitere, in Details verbesserte Maschinen der Reihe ТГ106, und gab sie 1963 in Betrieb.
Die Maschinen waren zu ihrer Zeit die leistungsfähigsten Diesellokomotiven in einer Einheit. Trotzdem sind sie über das Versuchsstadium nie herausgekommen. Obwohl auch die Lokomotivfabrik Kolomna zu dieser Zeit eine 4.000 PS-Lokomotive mit hydrodynamischer Kraftübertragung entwickelte (ТГ50), fehlen von den dieselhydraulischen Einrahmenlokomotiven jede Erwähnungen von Einsatzdaten in der Literatur. Mit Sicherheit kann davon ausgegangen werden, dass sie schon frühzeitig ausgemustert wurden. Ob Lokomotiven erhalten blieben, geht aus der Literatur nicht hervor.

## Technische Beschreibung
Die Lokomotive ist eine Einrahmenlokomotive mit zwei dreiachsigen Drehgestellen. Lokomotivrahmen und Aufbauten bilden eine tragende Einheit und sind miteinander verschweißt. Die beiden Maschineneinheiten sind symmetrisch angeordnet. Zwischen den beiden geräuschisolierten Endführerständen befindet sich der große Maschinenraum. Die Kühlanlage ist in der Mitte darin untergebracht. Unterhalb der Kühler sind die Strömungsgetriebe angeordnet, die im Lokomotivrahmen befestigt sind. Der Lokomotivrahmen stützt sich, ähnlich wie bei der SŽD-Baureihe ТЭП60, über vier Federpendelstützen mit Stoßdämpfern auf jedes Drehgestell ab. 4 Federlaschen übertragen je Drehgestell übertragen die horizontalen Kräfte zwischen Lokrahmen und Drehgestell.
Der 12-Zylinder-Zweitakt-Dieselmotor vom Typ D 40 erzielt seine Leistung hauptsächlich durch die Aufladung. Er ist zweistufig aufgeladen, erstens durch Abgasturbolader und zweitens durch mechanisch angetriebene Gebläse mit Ladeluftkühlung. Der Dieselmotor wird elektrisch über eine Lichtanlassmaschine angelassen.
Die hydrodynamische Kraftübertragung besteht aus der elastischen Kupplung, dem im Lokrahmen gelagerten Strömungsgetriebe, dem im Drehgestell gelagerten Wende- und Verteilergetriebe, den drei Achsgetrieben und den Gelenkwellen. Das Strömungsgetriebe ist ähnlich wie bei der SŽD-Baureihe ТГ102 aufgebaut.
Automatische Überwachungsanlagen überwachen die Maschinenanlage. Die Steuerung der Lokomotive ist elektropneumatisch ausgeführt. Eine Vielfachsteuerung besitzen die drei Lokomotiven nicht.